# ديفيد جيمس (ممثل)
ديفيد جيمس (بالإنجليزية: David James)‏ هو ممثل جنوب أفريقي، ولد في 28 أكتوبر 1972 في جنوب أفريقيا. بدأ مشواره المهني سنة 2009.

## أعمال

### أفلام
- (2009) المقاطعة 9
- (2014) الانتقام[4]

## وصلات خارجية
- ديفيد جيمس على موقع IMDb (الإنجليزية)
- ديفيد جيمس على موقع قاعدة بيانات الفيلم (الإنجليزية)